# 뢰치베르크 철도
뢰치베르크선(Lötschberg line)은 스위스의 철도 노선으로, 베른의 슈피츠와 발레주의 브리크를 연결한다. 그것은 베른고원에서 상부 발레까지 베른 알프스를 가로지르며 노선의 중앙에 있는 뢰치베르크 터널을 통과한다. 브리크 남쪽의 심플론 터널과 함께 알프스를 관통하는 주요 철도 중 하나이자, 유럽의 중요한 남북축을 구성한다. 뢰치베르크 축은 알프스 프로젝트를 통한 새로운 철도 연결(NRLA)을 통해 더 낮고(base=기저부) 더 긴 뢰치베르크 베이스 터널에 의해 뒷받침된다.
이 노선은 뢰치베르크 터널에 대한 북쪽 접근 방식과 남쪽 접근 방식의 수많은 터널과 고가교를 통해 가파른 산비탈의 론 계곡을 오르내리는 칸데르 계곡의 나선형 터널의 이중 루프로 유명하다. 그 정점은 해발 1,240m로 스위스에서 가장 높은 접착식 철도와 표준궤 철도가 된다.

## 위치
14.6km 길이의 뢰치베르크 터널이 중심에 있는 뢰치베르크선은 베른에서 브리크까지 직접 연결된다. 이 노선은 고트하르트 철도 다음으로 스위스 알프스를 통과하는 두 번째로 중요한 남북 연결이다. 심플론 터널과 심플론선의 이탈리아 구간과 함께 스위스고원과 북부 이탈리아를 연결한다. 최근의 뢰치베르크 베이스 터널 산줄기의 노천 구간 대부분을 절단하고 베른과 브리크 사이의 더 빠른 접근을 제공한다. 두 터널은 모두 뢰치베르크 지역의 2,690m 높이의 뢰첸 고개 아래를 운행한다.
뢰치베르크선의 시작은 슈피츠의 철도 노드에 있으며, 츠바이지멘에서 골든패스선과 연결되며, 바젤과 베른을 포함한 북유럽의 주요 철도 허브에서 인터라켄까지 연결된다. 거기에서 라인은 일반적으로 칸데르 계곡을 통해 남쪽으로 뻗어 있으며 베이스 터널의 북쪽 입구가 있는 뮐레넨, 라이헨바흐 및 프루티겐을 통과한다. 칸데르 고가교를 지나 칸데르그룬트 방향으로 계속 이어지는 산줄기 그리고 미톨츠. 선은 미트홀츠 루프를 지나 북쪽으로 되돌아가 에르미크호른의 서쪽 측면에 있는 계곡에서 나온다. 나선형 터널은 북쪽 접근의 마지막 역인 칸더슈테크에 도달하기 전에 노선을 남쪽으로 되돌려 놓았다. 칸더슈테크를 지나 2km를 달리면 뢰치베르크 터널의 북쪽 입구에 도달한다. 남쪽 입구 바로 뒤에는 뢰첸탈 계곡의 아래쪽에 있는 고펜슈타인역이 있다. 이 노선은 후자의 계곡을 빠져나오기 전에 대부분 지하에 있으며 호텐역에 도달하기 직전에 비취호른의 남쪽 측면으로 동쪽 방향으로 회전한다. 론강에서 450m. 그런 다음 라인은 같은 방향으로 계속 이어지며 브리크를 향해 내려간다. 그것은 아우서베르크, 에커베르크 및 랄덴을 통과하는 졸리탈, 비취탈, 발취데르탈 및 그레테취탈의 야생 계곡을 가로지른다. 이 노선은 최종적으로 브리크에서 끝나며, 여기서 체르마트에서 디젠티스까지의 마터호른 고트하르트 철도와 제네바와 로잔에서 도모도솔라까지, 더 나아가 밀라노까지 연결하는 심플론선과 연결된다. 베이스 터널의 남쪽 입구는 아우서베르크 아래의 론 계곡 바닥에 있다. 베이스 라인의 나머지 부분은 브리크에 도달하기 전에 피스프를 통과한다. 전체 뢰치베르크선은 길이가 74km이며, 해발 1,240m에서 절정에 이른다. 노천 구간은 1,217m의 고펜슈타인에서 절정에 이르고 북쪽 접근은 1,200m의 칸더슈텍 남쪽에서 절정에 이른다. 접착식과 표준궤 철도인 스위스에서 가장 높은 노선이므로 표준 인터시티 열차에서 사용할 수 있다. 슈피츠에서 브리크까지의 여행은 산에서 72분, 베이스에서 35분이 소요된다.
뢰치베르크선은 북부 알프스의 베른고원 지역과 내부 알프스의 상부 발레 지역에 걸쳐 뻗어 있다. 베른 알프스의 북쪽은 습하고 노출되어 있는 반면, 남쪽은 건조하고 베른 알프스와 페닌 알프스의 높은 산으로 둘러싸여 있다. 그 결과 북부와 남부의 접근 방식 사이에 뚜렷한 기후, 지형 및 문화적 대조가 나타난다. 특히 남쪽 부분은 뢰첸과 그림젤 고개 사이의 빙하 지역인 융프라우-알레치 지역과 매우 가깝다.
|  |  |  |

## 역사
베른에서 뮌싱겐, 툰까지의 철도는 1859년 스위스 중앙 철도에 의해 개통되었다. 베른-툰 노선을 포함한 이 회사는 1902년 설립된 스위스 연방 철도에 인수되었지만, 현재 대부분의 지역 여객과 화물 서비스는 베른-뢰치베르그-심플론 철도(BLS)에서 운영하고 있다. 1893년 툰, 슈피츠, 인터라켄, 뵈니겐 사이에 툰호선(‘툰호 철도’)이 개통되었다. 1913년 BLS에 흡수되었다.
1890년경 베른주에서는 제안된 심플론 터널과 연결되는 철도 건설 가능성을 고려하기 시작했다. 스위스 헌법에 따라 알프스를 통과하는 자체 철도를 건설할 수 있는 자격이 주어졌다. 그러나 스위스 정부가 고트하르트 철도에 상당한 자금을 제공했기 때문에 스위스 연방으로부터 재정적 지원을 받을 가능성은 거의 없었다. 따라서 베른은 남쪽으로 자체 노선을 구축하기 위해 다른 곳에서 자금을 찾아야 했다.
1891년에 소수의 저명한 사람들이 슈피츠와 프루티겐 사이의 철도 건설에 대한 허가를 얻었고, 이후 발레주까지 연장할 수 있었다. 주정부의 은퇴한 구성원이자 판사인 벨헬름 토이셔는 경로 옵션을 연구하고, 현재 경로가 실행 가능하다고 결론지었다. 1901년 7월 25일에 슈피츠에서 프루티겐까지 뢰치베르크선의 첫 번째 단계인 슈피츠-프루티겐 철도(SFB)로 철도가 개통되었다.
한편, 빌트슈트루벨 아래의 렝크 임 지멘탈에서 발레주의 로이커바트까지 노선도 제안되었다. 그러나 뢰치베르크의 지지자들은 뢰치베르크 제안이 계속 진행될 수 있도록 충분한 자금을 모을 수 있었다. 1906년 7월 27일에 베르너 알펜반 회사의 베른-뢰치베르크-심플론 (BLS)이 제안된 철도의 건설 및 운영을 위해 설립되었으며 1907년 1월 1일 슈피츠-프루티겐 철도를 흡수했다.

### 건설
프랑스 컨소시엄 뢰치베르크 회사(Entreprise du Lötschberg)는 전체 뢰치베르크선 건설에 대한 계약을 수주했으며, 건설은 1906년 10월 15일 뢰치베르크 터널의 북쪽 입구를 시추하면서 시작되었다.
원래는 단일 선로로 건설될 예정이었으나 건설 중에 이중 선로가 있는 뢰치베르크 터널을 건설하고, 향후 이중화를 위한 접근 방식을 준비하기로 결정했다. 접근 방식의 선로 형상은 두 번째 선로가 추가될 수 있도록 건물과 터널이 재설계되었다. 최대 기울기는 1,000분의 27(2.7%)로 설정되었으며 곡선의 최소 반경은 300m이다. 건설자들은 터널의 양쪽 접근로에 750mm 궤도 건설 철도를 만들었다.
뢰치베르크선을 건설하는 동안 몇 차례의 치명적인 사고가 발생했다. 1908년 2월 29일 저녁에 공사로 인해 눈사태가 발생하여 호텔을 강타하고 저녁 식사를 하던 손님 12명이 사망했다. 1908년 7월 24일 뢰치베르크 터널에서 누수로 인한 붕괴로 25명이 사망했으며 교대 근무자 3명을 제외하고 모두 그곳에 있었다. 이 붕괴로 인해 붕괴된 약한 지층 주변의 터널이 우회해야 했다.
원래 1912년 3월 1일에 개통할 예정이었으나, 주 터널을 통과하는 복선을 건설하고 다른 곳에서 미래의 복선로를 준비하기로 결정하면서 이 날짜가 두 번 연기되었다. 1913년 7월 15일에 노선 작업의 전철화가 완료되고, 제한된 서비스가 시작되었다. 1913년 9월 16일 4개의 국제 특급 열차를 포함한 16개의 열차로 보다 완전한 일정이 시작되었다.

#### 터널 완공
접근 터널의 돌파 일자는 다음과 같았다.

#### 북쪽
- 리트슈크 터널,
- 펠젠부르크 터널 II, 1910년 12월 28일
- 로넨발트 터널 I, 1910년 9월 15일
- 로넨발트 터널 II, 1910년 9월 30일
- 로트바흐 터널, 1910년 9월 9일
- 헴리겐 터널, 1910년 11월 10일

#### 남쪽
- 로트라우이 터널, 1908년 4월 3일
- 미탈그라벤 터널, 1908년 3월 29일
- 루에크예 터널, 1908년 4월 5일
- 호헤크 터널, 1907년 11월 30일
- 마르히그라벤 터널, 1907년 12월 13일
- 호텐 터널, 1908년 3월 10일
- 리덴플라텐 터널, 1907년 9월 30일
- 블라스보덴 터널, 1908년 2월 6일
- 세비스타인 터널 I, 1908년 3월 17일
- 만킨 터널, 1908년 3월 29일
- 슈타델 터널, 1908년 3월 11일
- 빅토리아 터널, 1907년 11월 5일
- 문트바흐 터널, 1907년 9월 28일
- 슈타델 터널, 1910년 11월 25일
- 슐루치 터널, 1911년 4월 8일
- 비취탈 터널 I, 1911년 8월 29일
- 비취탈 터널 II, 1911년 2월 21일
- 세비스타인 터널 II, 1911년 12월 30일
- 러넬 창립, 1911년 3월 11일
- 에커베르크 터널, 1911년 3월 24일
- 바트 터널, 1911년 3월 31일
- 제피슈타인 터널 III, 1915년 10월 25일(산사태로 손상된 제피슈타인 터널 I 및 II에 대한 교체)

#### 철도 건설
뢰치베르크 선과 주 터널의 건설을 위해 프루티겐 또는 브리크 근처의 Naters 교차로에서 뢰치베르크 터널의 입구까지 자재를 운반하기 위해 두 개의 특수 건설 철도를 건설해야 했다. 철도의 게이지는 750mm에서 최대 기울기는 60/1000(6%)이고 최소 곡선 반경은 50m이다. 북쪽 접근 방식에서는 건설 라인이 영구 라인과 다른 경로에 건설되었지만, 남쪽에서는 건설 라인이 영구 라인을 크게 따랐다.
건설 라인의 철도 차량은 1907년 6월부터 11월까지 독일 Orenstein & Koppel 회사에서 납품한 Klien-Lindner 차축이 장착된 420개의 왜건과 32개의 소형 증기 기관차로 구성되었다. 열차는 최고 속도 15km/h에 도달했으며 수송 능력은 월평균 13,000톤(12,795 장톤, 14,330단톤)에 달했다.

### 북쪽 접근
엔지니어 J. 제베르커는 프루티겐과 칸데르슈테크 근처의 북부 터널 포털 사이의 건설 철도 건설을 담당했다. 길이가 15km가 넘고 고도가 약 429m였다. 건설 철도의 토공사와 구조물은 1907년 6월 30일에 완료되었으며 8월 19일에는 최초의 증기 기관차가 터널 입구까지 달렸다. 건설철도는 본선 철도의 다양한 건설 현장을 연결하는 선로에 수많은 분기점을 가지고 있었다. 블라우제에서 칸데르슈테크까지 오르기 위해 여러 개의 목조 육교를 건설해야 했다. 가장 인상적인 것은 길이가 126m이고, 경사도가 57/1000(5.7%)이고 곡선 반경이 50m인 에게르텐 고가교였다.

### 남쪽 접근

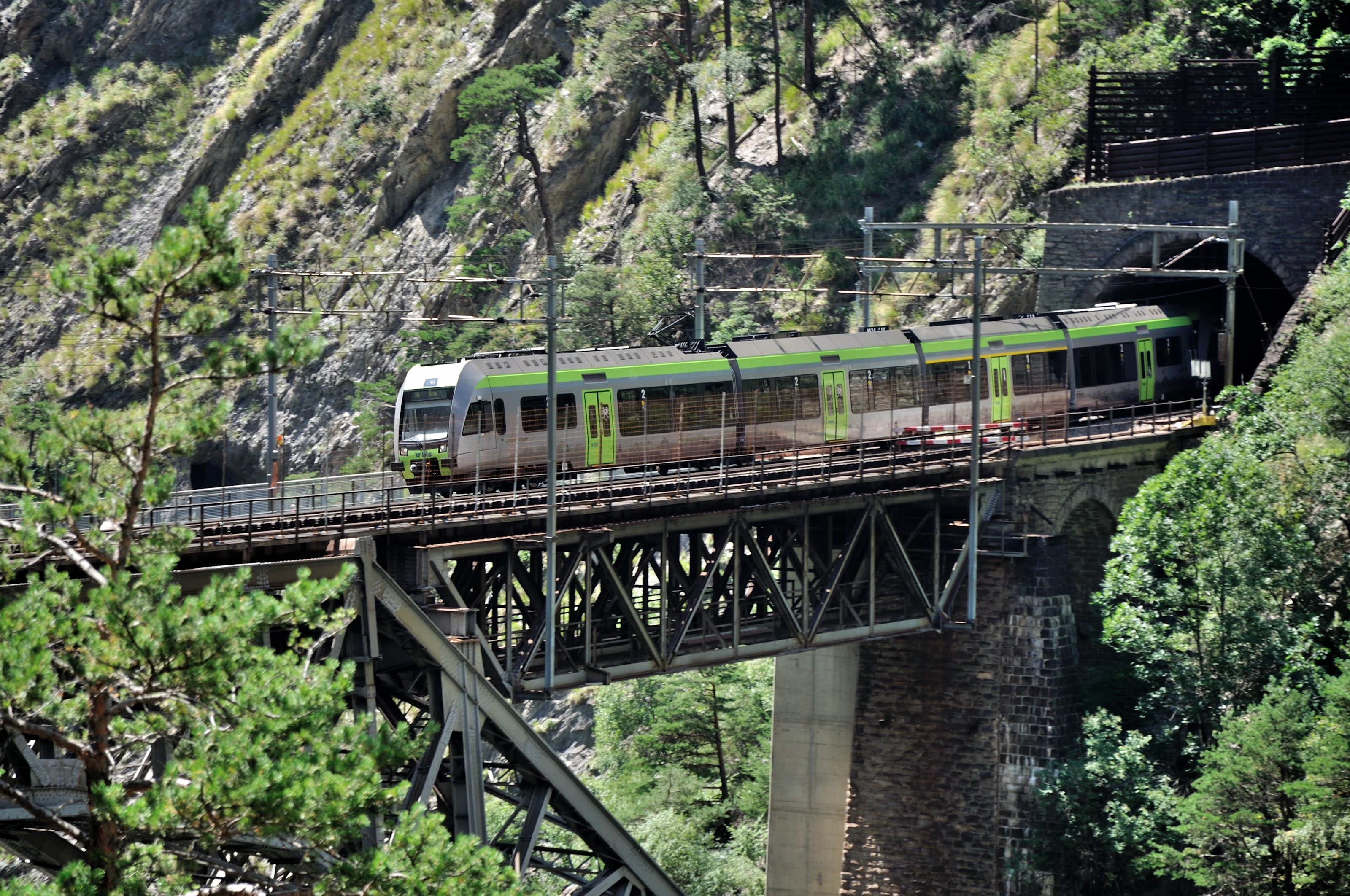
남쪽 접근로를 통과하는 BLS 레기오 익스프레스

남쪽에 건설 철도 건설은 많은 항의로 지연되었고, 1907년 2월 12일 나터스 ㅌ근처에서 기공식이 열렸다. 평균 경사도가 30/1000인 28km 길이의 건설 철도 노선 (3%) 많은 측면 계곡과 박차를 둘러싼 편차가 실제 노선에 의해 우회된 것을 제외하고 건설된 영구 철도 노선의 선형과 거의 정확히 일치했다. 그럼에도 불구하고 건설 라인에는 총 길이 5.3km의 34개의 터널이 있었고 그 중 13개의 터널이 확장되어 영구 노선의 일부가 되었다.
마침내 1908년 8월, 터널의 남쪽 문의 터널링이 시작된 지 거의 2년 후, 첫 번째 보급 열차가 나터스에서 고펜슈타인의 포털까지 완전히 달렸다. 이전에는 모든 건축 자재를 노새 나 수레로 힘들게 운반하여 좁은 론차 협곡을 통과해야 했다.
일부 구간의 뢰치베르크 터널 노선에 대한 남쪽 접근을 따라 이어지는 보도는 특히 비취 및 발치더 계곡에서 건설 철도 경로를 따른다.

## 용량 확장
뢰치베르크 터널에 대한 접근 방식은 원래 단일 트랙 이었고 이후에 두 배로 늘어 났다. 선로의 교량과 터널은 부분적으로 두 배로 설계되었지만, 처음에는 완전히 지루하거나 건설되지 않았다. 노선의 이중 추적은 1976년과 1992년 사이에 완료되었다. 동시에 선로가 낮아져 구불구불한 고속도로 ( 플랫카로 운반되는 트럭 )와 하이 큐브 컨테이너를 위한 연속적인 SIM 회랑 (심플론 인터-모달)이 생성되었다. 또한 여객열차 수용 능력이 대폭 증가했다.
2007년 중반, 프루티겐과 피스프 사이에 뢰치베르크 베이스 터널이 완공되었다. 이것은 NRLA의 일부로 스위스 알프스를 통과하는 두 개의 새로운 노선 중 첫 번째 노선이다. 결과적으로 프루티겐과 브리크 사이의 오래된 뢰치베르크선은 이전보다 훨씬 덜 집중적으로 사용된다.

### 현재 작업
새로운 기본 터널은 원래 뢰치베르크 터널에서 거의 모든 장거리 승객과 화물의 상당 부분을 가져갔지만, 단일 트랙 구간이 처리 용량을 감소시키기 때문에 즉시 포화되었다. 일부 화물 열차와 뢰치베르커라고 불리는 브리크에서 베른과 슈피츠 사이의 시간당 지역 급행열차는 산악 철도에서 계속 운행된다. 또한, 자동차 페리는 칸더슈테크와 고펜슈타인 사이의 노선에서 계속 운영된다. 1970년대에 계획되었지만, 건설되지 못한 라빌 고개 아래의 도로 터널을 대체하기 위해 스위스 정부의 보조금을 받았다.

## 데이터
- 궤간: 1,435mm 표준궤
- 전류 : 15,000V AC 16.67Hz
- 길이: 74km
- 최대 기울기: 27 ‰(2.7%)
- 북쪽 끝의 높이(슈피츠): 해발 630m
- 남쪽 끝의 높이(브리크): 해발 678m
- 뢰치베르크 터널 선의 정점: 해발 1,240m
- 슈피츠-프루티겐 철도의 슈피츠-프루티겐 노선 개통: 1901년 7월 25일
- 브리크와 프루티겐 사이의 노선 건설 시작: 1906년 10월 15일
- BLS의 슈피츠-프루티겐 철도 인수: 1907년 1월 1일
- 뢰치베르크 터널 돌파: 1911년 3월 31일
- 개통: 1913년 7월 15일

## 같이 보기
- NRLA
- 뢰치베르크 베이스 터널
- BLS AG